# Delfines Fútbol Club
Para el equipo de béisbol, véase Delfines del Carmen.
El Delfines Fútbol Club, también conocido como Delfines del Carmen, fue un equipo del fútbol mexicano que militó en la Segunda División Mexicana (Tercera Categoría en México) y posteriormente en el Ascenso MX (Segunda Categoría en México).
El equipo jugó como local en el Estadio Delfín en la Unidad Deportiva del Campus II de la Universidad Autónoma del Carmen. Los colores que identificaron al equipo fueron el naranja y el blanco.
Su desafiliación fue el 12 de mayo de 2014.

## Historia
El Club Delfines del Carmen nace en la Segunda División de México dentro de la Liga Premier de Ascenso con la visión de ofrecer a los jóvenes carmelitas y a todos aquellos que por sus cualidades futbolísticas obtengan la oportunidad de trascender dentro del ámbito futbolístico nacional. Los jóvenes que militaron en fuerzas inferiores, tuvieron la oportunidad basados en sus capacidades de ascender a este escaparate con proyección mundial.
Después de la presentación oficial, los Delfines disputaron el primer juego de la pretemporada de tres que llevaron a cabo. Los Cañoneros de Campeche, fueron su rival a quienes les ganaron por marcador de 2-0. El primer gol lo anotó Edgar González Díaz, al minuto 60 y el segundo Víctor Ledezma Lendeche al minuto 72 del partido.

### Liga de Ascenso
Gracias al Grupo Delfines, propietario de la institución, el equipo Delfines del Carmen pudo ascender al Ascenso MX gracias a que dicho grupo, dio a conocer en rueda de prensa el 20 de mayo de 2013, que tenía en sus manos las franquicias del Querétaro, Jaguares de Chiapas y Neza FC, quien, en ese mismo día, se dio a conocer la fusión del Querétaro y Jaguares de Chiapas para hacer permanecer al Querétaro en la Primera División de México, quien acababa de descender a la Liga de Ascenso, y así con la franquicia del Neza FC crear una nueva franquicia, la cual se trasladaría a Ciudad del Carmen, Campeche, así creando a los Delfines del Carmen como equipo de la Liga de Ascenso, con lo cual, el Grupo Delfines se puso a trabajar desde el principio y empezó a construir un estadio para Delfines con los requisitos necesarios que imparte el reglamento de la FMF.
Los Delfines del Carmen prometieron ser una organización bien estructurada, con equipos en Segunda y Tercera División, y en el Ascenso MX.
Respecto al conjunto que compitió el torneo Apertura 2013 en la Liga de Ascenso, la franquicia provino del Club Neza, campeón del torneo Clausura 2013, cuyos propietarios anteriores, el Grupo Salinas, la negociaron a Grupo Delfines, empresarios de Campeche, optando los nuevos dueños por trasladar al equipo a Ciudad del Carmen, Campeche.
Debido a su origen, el plantel de los Delfines estuvo formado por una base de jugadores del anterior Club Neza, además de haber incluido en sus filas elementos de la filial de la Segunda División Premier.
Debido al nuevo formato de la liga mexicana el equipo de Liga de Ascenso no pudo usar el nombre de Delfines del Carmen, por lo que cambiaron de nombre a Delfines Fútbol Club. El equipo de Liga Premier siguió usando el nombre de Delfines del Carmen.

### Desafiliación
El 30 de mayo de 2014 los directivos del equipo ofrecieron una rueda de prensa en torno a los últimos acontecimientos que se fueron dando entre AMRH International Soccer y la Universidad Autónoma del Carmen, dueña del Estadio Delfín en el Campus II de la Unacar.
En el presídium estuvieron la presidenta del equipo señora Verónica González Gutiérrez, el encargado de administración José Garrido Mancilla y el presidente deportivo José Luis Malibrán Lacorte.
En el rubro deportivo, González Gutiérrez indicó que tuvieron "congelado" el uso del Estadio Delfín por instrucciones del rector de la Unacar, José Antonio Ruz Hernández, pese a que existía primeramente un convenio de colaboración con el entonces rector Sergio Augusto López Peña y un Adendum firmado por el rector el 12 de diciembre de 2013, en el documento legal y notariado se apreciaron las firmas del rector Ruz Hernández y del Presidente del Patronato Universitario, Fernando Millán Castillo.
Al respecto y cuestionada sobre la incertidumbre que existe en la Ciudad y el Estado, entre la afición y gran parte de la comunidad en general sobre la permanencia o no de los equipos Delfines en Ciudad del Carmen, González Gutiérrez fue clara en señalar: "Me gustaría quedarme, quiero quedarme con el equipo en Ciudad del Carmen, pero si no se dan situaciones de seguir operando, pues obviamente tengo que llevarme los equipos de la Ciudad".
El 30 de mayo de 2014 se hizo oficial la desafiliación del club, al anunciarse en la asamblea general del Ascenso MX que el torneo Apertura 2014 se jugaría con solo 14 clubes. "El Club Delfines deja de participar, el caso es turnado al Comité Ejecutivo y ahí se determinará lo conducente. Por lo tanto, deja de participar y esto no tiene relación con el caso de los Gallos Blancos de Querétaro, son clubes totalmente distintos." "A los jugadores que participaban con el Club Delfines se les cubrirá los adeudos y tendrán posibilidad de contratarse con otro club. Tenemos mecanismos en la FMF para cubrir los adeudos con los jugadores", declaró Enrique Bonilla, presidente del Ascenso MX.
Delfines de Ciudad del Carmen fue propiedad del Grupo Oceanografía, del empresario Amado Yáñez, el cual fue intervenido por la Secretaría de Hacienda en la investigación por fraude que la empresa habría hecho a un banco.

## Estadio

### Estadio Delfín
El equipo jugó los torneos Apertura 2013 y Clausura 2014 en el Estadio Delfín, ubicado en la Unidad Deportiva Campus II de la Universidad Autónoma del Carmen. Este estadio se encontró en construcción para aumentar su capacidad hasta 15,000 espectadores y así cumplir los requerimientos mínimos ante la FMF. Verónica González Gutiérrez, la presidenta del equipo, mencionó que AMRH International Soccer invirtió muchos recursos en la construcción del Estadio Delfín, que ahora es inmueble deportivo certificado y avalado por la Federación Mexicana de Fútbol para ser sede de Liga de Ascenso MX y con condiciones cercanas (con un poco más de capacidad), hasta para Liga MX.

### Estadio del Mar
Este estadio fue parcialmente construido y pensado para albergar al equipo de Delfines Fútbol Club. Preveía una capacidad total de 30,200 espectadores divididos en las siguientes zonas: la naranja con una cabida de 20,000 espectadores, la zona azul de 5,000 espectadores; el área dorada (palcos) de 800 espectadores y una zona para personas con capacidades diferentes con un cupo de 300 espectadores. Se encontraría localizado en el boulevard “Juan Camilo Mouriño” en el sector turístico de Playa Norte de Ciudad del Carmen, tendría una superficie de ocupación tan sólo el estadio de 37, 700 metros cuadrados; la casa club y canchas de prácticas serían cimentadas en 12, 100 m²; contaría con un estacionamiento con su superficie de 41, 500 m² y una plaza de acceso de 8, 000 m², alcanzando una dimensión total de 99, 300 m².